# بيغفلو وأولي
بيغفلو وأولي (بالأحرف اللاتينية Bigflow et Oli) هي فرقة هيب هوب فرنسية ثنائية من تولوز. يتكون الفريق الثنائي من شقيقين، هما فلوريان أوردونيز الملقب «بيغفلو» وأوليفيو أوردونيز الملقب «أولي». ولد الشقيقين بيغفلو وأولي من والد أرجنتيني وأم فرنسية من أصل جزائري، ونشأ الشقيقان في تولوز ضمن الجنوب الفرنسي.

## الإصدارات

### الألبومات
| الألبوم         | بالفرنسية          | السنة |
| --------------- | ------------------ | ----- |
| رهبة المسرح     | Le trac            | 2014  |
| البطولات الكبرى | La cour des grands | 2015  |
| الحياة الحقيقية | La vraie vie       | 2017  |

### الأغاني المنفردة
| الأغنية         | بالفرنسية                       | السنة |
| --------------- | ------------------------------- | ----- |
| سيد الجميع      | "Monsieur tout le monde"        | 2014  |
| نحن أيضاً        | "Nous aussi"                    | 2015  |
| كالمعتاد        | "Comme d'hab"                   | 2015  |
| عصابة           | "Gangsta"                       | 2015  |
| ميثو            | "Mytho"                         | 2016  |
| أنا (غير منشور) | "Je suis (Inédit)"              | 2016  |
| لصديق           | "Pour un pote" (مع جان دوجردان) | 2016  |
| الحياة الحقيقية | "Le vraie vie"                  | 2017  |
| إذاً إذاً         | "Alors alors"                   | 2017  |
| الشخص           | "Personne"                      | 2017  |
| بابا            | "Papa" (مع بيير فابيان)         | 2017  |
| متأخر جداً       | "Trop tard" (مع جوي ستار)       | 2017  |
| خسارة           | "Dommage"                       | 2017  |
| قل شيئاً للأم    | "Dites rien à ma mère"          | 2017  |
| سيجارة          | "Cigarette"                     | 2017  |

## روابط خارجية
- بيجفلو وأولي على موقع ميوزك برينز (الإنجليزية)
- بيجفلو وأولي على موقع أول ميوزيك (الإنجليزية)
- بيجفلو وأولي على موقع ديسكوغز (الإنجليزية)